# Lille lorden (film, 1936)
Lille lorden (engelska: Little Lord Fauntleroy) är en amerikansk dramafilm från 1936 i regi av John Cromwell. Filmen är baserad på Frances Hodgson Burnetts roman Little Lord Fauntleroy från 1886. I huvudrollerna ses Freddie Bartholomew, Dolores Costello och C. Aubrey Smith.

## Handling
Filmen handlar om den nioårige Cedric som blir arvtagare till en enorm familjeförmögenhet.

## Om filmen
Filmen är numera i public domain sedan de amerikanska rättighetsinnehavarna missade att förnya upphovsrätten.
Lille lorden har visats i SVT, bland annat 1975, 1990, 1995, 2005, 2018, i september 2020 och i februari 2025.

## Rollista
- Freddie Bartholomew – Cedric "Ceddie" Errol, Lord Fauntleroy
- Dolores Costello – "Dearest"
- C. Aubrey Smith – Earl of Dorincourt
- Guy Kibbee – Mr. Hobbs
- Henry Stephenson – advokat Havisham
- Mickey Rooney – Dick
- Constance Collier – Lady Lorridaile
- E.E. Clive – Sir Harry Lorridaile
- Una O'Connor – Mary
- Jackie Searl – Tom
- Jessie Ralph – äppelkvinnan
- Virginia Field – Miss Herbert
- Walter Kingsford – Snade